# 二氟氯氧磷
二氟氯氧磷是一种无机化合物，化学式为POClF2。它可以二氟磷酸钾和五氯化磷为原料制得。
KPO2F2 + PCl5 → POF2Cl + POCl3 + KCl
它和叠氮化钠反应，可以得到二氟叠氮氧磷。它和Hg(OTeF5)2反应，可以得到POF2(OTeF5)。